# Trichoferus bergeri
Trichoferus bergeri är en skalbaggsart som beskrevs av Holzschuh 1982. Trichoferus bergeri ingår i släktet Trichoferus och familjen långhorningar. IUCN kategoriserar arten globalt som starkt hotad. Inga underarter finns listade i Catalogue of Life.